# Centro (Tubarão)
Centro é um bairro da cidade de Tubarão, Santa Catarina. É o segundo bairro mais populoso da cidade, sendo Oficinas o de maior população.
É neste bairro que está localizado a Catedral de Tubarão, além da Torre da Gratidão, que foi construída em homenagem aos esforços coletivos e à solidariedade dos que reconstruíram a cidade após a enchente de 1974.

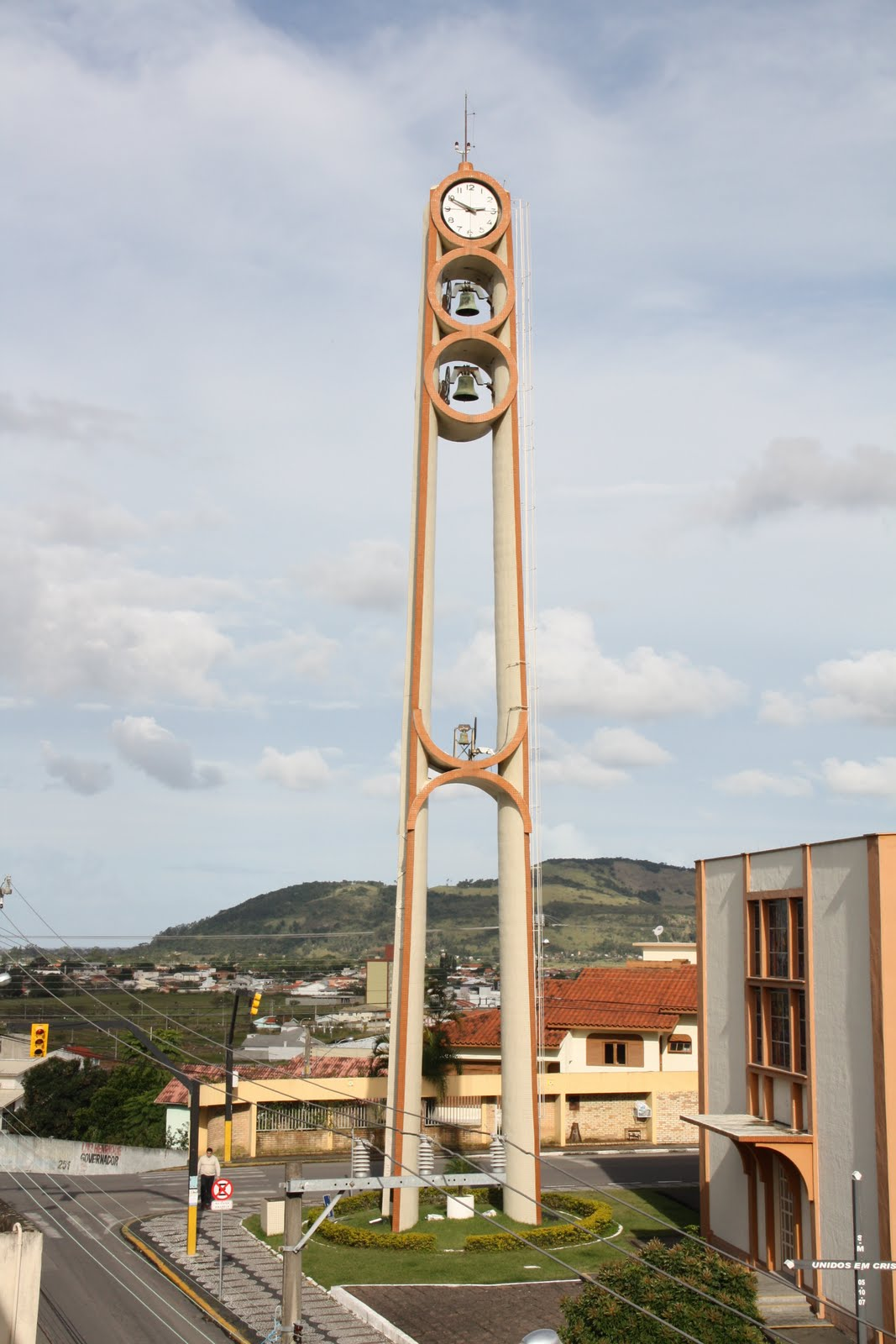
Relógio da Catedral de Tubarão